# Hinter den Lachern
Hinter den Lachern (engl. Titel: Behind the Laughter) ist die 22. Folge der elften Staffel und damit die 248. Episode der Serie Die Simpsons und das Staffelfinale. Sie gewann im Jahre 2000 den Primetime Emmy Award in der Kategorie Outstanding Animated Program (For Programming Less Than One Hour).

## Handlung
Im Stil einer Making-of-Reportage mit zwischengeschalteten Interviews wird die fiktive Entstehungsgeschichte der Fernsehserie Die Simpsons erzählt, die demnach auf eine Idee von Homer Simpson zurückgeht, der einst eine Serie mit seiner Familie in seinem eigenen Haus produzierte. Die ersten selbstgedrehten Demoaufnahmen wurden zunächst von den großen Filmfirmen abgelehnt, doch der Sender Fox (dessen Präsident schnitt Marge die Haare) gab den Auftrag für die ersten 13 Folgen. Die Serie wurde ein internationaler Erfolg und die Familie erhielt neben Filmpreisen auch Grammys für ihre Gesangsaufnahmen. Doch das Traumbild geriet ins Wanken, da Homer immer waghalsigere Stunts ausführte und somit süchtig nach Schmerztabletten wurde. Als es auch zu immensen Steuernachzahlungen kam, denen der riesige neue Palast der Simpsons zum Opfer fiel, kam es zur vorübergehenden Einstellung der Serie. Die Familienmitglieder betätigten sich danach eher schlecht als recht als Solokünstler. Mit Hilfe einer fingierten Preisverleihung konnte der Sänger Willie Nelson die Familie unter tosendem Applaus des Publikums wieder zusammenbringen. Man verabschiedet sich mit der Aussicht auf viele weitere Jahre mit den Simpsons.

## Hintergrund
Die Folge parodiert die Doku-Serie Behind the Music des Senders VH1. Dessen Produzent war mit dem Simpsons-Produzenten Mike Scully befreundet und ließ auch den Originalsprecher Jim Forbes auftreten. Die Folge enthält eine Vielzahl von Anspielungen und Parodien, so singen die Simpsons den Disco-Song Boogie Oogie Oogie von A Taste of Honey.
The Guardian zählt die Folge zu den besten Simpsons-Folgen überhaupt und lobt die Fähigkeit zur Selbst-Parodie.